# Thanh Long, Cao Bằng
Thanh Long là một xã thuộc tỉnh Cao Bằng, Việt Nam.

## Địa lý
Xã Thanh Long nằm ở phía tây nam huyện Hà Quảng, có vị trí địa lý:
- Phía đông giáp huyện Hòa An
- Phía tây và phía nam giáp huyện Nguyên Bình
- Phía bắc giáp các xã Lương Can, Ngọc Động và Yên Sơn.

Xã Thanh Long có diện tích 51,52 km², dân số năm 2019 là 2.969 người, mật độ dân số đạt 58 người/km².
Trên địa bàn xã Thanh Long có các ngọn núi như: Cốc Ngóa, Cốc Tắm, Cốc Toòng, Đông Phán, Kèng Troong, Phia Lác, Phia Sấn, Thôm Cán.
Suối Cấu Pẻn, suối Khuổi Heo và suối Pắc Chào chảy trên địa bàn Thanh Long.

## Hành chính
Xã Thanh Long được chia thành 11 xóm: Bình Minh, Bình Tâm, Đoàn Kết, Gằng Thượng, Lũng Lạn, Tắp Ná, Tắc Té, Tẩn Phung, Thanh Chung, Thanh Sơn, Thượng Hà.

## Lịch sử
Địa bàn xã Thanh Long hiện nay trước đây vốn là hai xã Thanh Long và Bình Lãng thuộc huyện Hà Quảng.
Ngày 7 tháng 4 năm 1966, Hội đồng Chính phủ ban hành Quyết định 67-CP về việc thành lập huyện Thông Nông được thành lập trên tách các xã Thanh Long và xã Bình Lãng thuộc huyện Hà Quảng chuyển sang trực thuộc huyện Thông Nông.
Ngày 9 tháng 9 năm 2019, Hội đồng Nhân dân tỉnh Cao Bằng ban hành Nghị quyết số 27/NQ-HĐND về việc sáp nhập một số xóm thuộc hai xã Thanh Long và Bình Lãng.
Trước khi sáp nhập, xã Thanh Long có diện tích 21,49 km², dân số là 1.365 người, mật độ dân số đạt 64 người/km², có 6 xóm: Gằng Thượng Hạ, Tắp Ná, Tắc Té, Tận Phung, Thanh Chung, Thanh Sơn. Xã Bình Lãng có diện tích 30,03 km², dân số là 1.604 người, mật độ dân số đạt 53 người/km², có 8 xóm: Bình Minh, Bình Tâm, Đoàn Kết, Giả Vài, Lũng Lạn, Lũng Luông, Thượng Hà, Tổng Puống.
Ngày 10 tháng 1 năm 2020, Ủy ban Thường vụ Quốc hội ban hành Nghị quyết số 864/NQ-UBTVQH14 về việc sắp xếp các đơn vị hành chính cấp huyện, cấp xã thuộc tỉnh Cao Bằng (nghị quyết có hiệu lực từ ngày 1 tháng 2 năm 2020). Theo đó, sáp nhập toàn bộ diện tích và dân số của huyện Thông Nông trở lại vào huyện Hà Quảng. Đồng thời, sáp nhập toàn bộ diện tích và dân số của xã Bình Lãng vào xã Thanh Long.